# Montreal (burcht)
Montreal was een kruisvaarderskasteel op de oostzijde van de Arabah, op een heuvelrug, uitkijkend over een fruitgaarde. De hedendaagse ruïne wordt in het Arabisch qalʿa ’al-Šawbak (قلعة الشوبك "kasteel van Sjawbak") genoemd en is gelokaliseerd in het hedendaagse Jordanië. 
Het kasteel werd in 1115 gebouwd toen Boudewijn I van Jeruzalem op expeditie was in het gebied. Gedurende deze periode veroverde hij Akaba bij de Rode Zee, in 1116. Oorspronkelijk werd het kasteel Krak de Montreal of Mons Regalis genoemd, het werd vernoemd naar de eigen bijdrage die de koning eraan gegeven heeft (Mont Royal). Het was strategisch gelegen op een rots nabij de vlakte van Edom, waarlangs de pelgrims en karavanen hun route hadden van Syrië naar Arabië. Zo behield Boudewijn de controle over de economie in dit gebied, zodat pelgrims en andere passanten toestemming nodig hadden om het gebied te betreden.
Het bleef in bezit van het Koninkrijk Jeruzalem tot 1142, toen het in handen kwam van de heren van Oultrejordain.